# Ти і я (фільм, 1971)
«Ти і я» (рос. «Ты и я») — радянський художній фільм режисера Лариси Шепітько, знятий в 1971 році на кіностудії «Мосфільм».

## Сюжет
Підійшовши впритул до відкриття, яке мало серйозне значення в нейрохірургії, герой фільму Петро залишає наукову роботу, свого колегу по експерименту і кращого друга і їде до Швеції працювати лікарем в посольстві. Через кілька років незадоволеність роботою змушує його повернутися в Москву. Але там його не чекають, не приймають в наукове співтовариство, а кращий друг відмовляється допомогти, незважаючи на прохання дружини Петра. Численні зустрічі з різними людьми не допомагають йому знайти мужність і подолати себе. Він так і не може повернутися до кинутої колись наукової роботи.

## У ролях
- Леонід Дьячков —  Петро
- Юрій Візбор —  Саша
- Алла Демидова —  Катя
- Наталія Бондарчук —  Надя
- Леонід Марков —  Сергій
- Володимир Носик —  Колька
- Лідія Константинова — попутниця з дитиною
- Олег Єфремов —  Олег Павлович
- Олександр Январьов —  Валька
- Михайло Бочаров —  дільничний
- Олександр Ширвіндт — приятель Саші
- Віктор Шульгін — рентгенолог
- Наталя Швець —  епізод
- Мстислав Запашний —  акробат

## Знімальна група
- Режисер:  Лариса Шепітько
- Сценарій:  Лариса Шепітько,  Геннадій Шпаликов
- Оператор:  Олександр Княжинський
- Композитор:  Альфред Шнітке
- Художник:  Олександр Бойм
- Художник по костюмах:  В'ячеслав Зайцев
- Диригент: Ері Клас
- Звукооператор:  Лев Трахтенберг